# Mr. Strongko
Brian Wenzel es un luchador profesional estadounidense. Es quizás más conocido por su paso por la Ohio Valley Wrestling bajo el nombre de Mr. Strongko.

## Primeros años
Antes de convertirse en un luchador profesional, Wenzel fue un campeón de lucha libre amateur en la escuela secundaria y lo fue también en los equipos de fútbol americano y béisbol de su escuela secundaria. Después de graduarse en 1998, Wenzel más tarde asistió a la Universidad Estatal de Pensilvania en 2001 y se graduó con un título en gestión y comercialización de ventas en 2004.

## Carrera
Después de entrenar bajo la tutela de Afa Anoa'i y Gino Caruso, Wenzel hizo su debut el 26 de febrero de 1999, para la promoción East Coast Professional Wrestling de Caruso con una victoria por descalificación, sobre Pub Bully. Poco después de su debut, Wenzel comenzó a luchar por todos los circuitos independientes de Estados Estados, compitiendo en contra y trabajó en equipo con superestrellas legendarias como The Honky Tonk Man, The Road Warriors, Brutus "The Barber" Beefcake y Jimmy "Superfly" Snuka. Wenzel entonces parte de Jersey Championship Wresting a tiempo completo, formó un equipo con Danny Gimondo llamado The Hybrid.

## Vida personal
Wenzel tiene cinco hermanos y hermanas y dieciséis sobrinas y sobrinos. Su primo, Lee Mandon, también es un luchador profesional, que compite bajo el nombre de Ashe Samuels. Después de salir de la OVW y regresar a Nueva Jersey, comenzó a tomar clases en la universidad con el fin de convertirse en un maestro de escuela primaria.
Wenzel es también un gran fan de los Yankees de Nueva York.

## En lucha
- Movimientos finales
  - Half nelson choke[2][3]
  - Spinning powerbomb

- Movimientos de firma
  - Powerbomb
  - Reverse chokeslam facebuster
  - Spear

- Luchadores gestionados
  - Boris Alexiev[4]
  - Vladimir Kozlov[4]

- Apodos
  - "The Raging Beast" Bryan Wenzel[2]

### Wrestlers trained
- Orange Cassidy[5]
- tHURTeen[5]

## Campeonatos y logros
- Independent Superstars of Professional Wrestling
  - ISPW Tag Team Championship (1 vez) – con Moondog Molsoon

- Pro Wrestling Illustrated
  - Situado en el #365 de los PWI 500 en 2001[6]

- World Xtreme Wrestling
  - WXW Tag Team Championship (3 veces) – con Moondog Molsoon